# Ludovic I de Turingia
Ludovic I (în germană Ludwig I.; n.c. 1090 – d. 12 ianuarie 1140) a fost conducătorul Turingiei din 1123 până la moarte. 
Ludovic era fiul contelui Ludovic Săritorul și al soției sale, Adelaida de Stade. În 1131 Ludovic a primit titlul de landgraf al Turingiei de la împăratul Lothar al III-lea. 
Ca urmare a căsătoriei sale cu Hedwiga de Hessa, el a obținut stăpânirea asupra unei extinse moșteniri, după moartea socrului său, landgraful Giso al IV-lea de Hessa, fapt care a dus la uniunea dintre Turingia și Hessa. În 1137 Ludovic a devenit și landgraf de Hessa-Gudensberg.
Strânsa lui relație cu regele Lothar al III-lea i-a permis accederea la rangul princiar. După moartea lui Lothar în 1137, Ludovic a decis să sprijine familia Hohenstaufen în lupta acesteia cu familia Welfilor în Sfântul Imperiu Roman.
Landgraful a murit pe 12 ianuarie 1140 și a fost înmormântat în abația de la Reinhardsbrunn.
Ludovic a avut o fiică, Iudita de Turingia, care a devenit soția regelui Vladislav al II-lea al Boemiei.